# ビーン駅の戦い
ビーン駅の戦い（ビーンえきのたたかい、英: Battle of Bean's Stationは、南北戦争3年目の1863年12月14日、テネシー州グレンジャー郡で起きた、ノックスビル方面作戦最後の戦闘である。南軍ジェイムズ・ロングストリート中将の軍は12月4日までノックスビル市の外郭に居たが、その後市を包囲していた陣地を放棄し、北東方向に向かった。北軍はノックスビル防衛軍を指揮していたアンブローズ・バーンサイド少将の後を継いだばかりのジョン・G・パーク少将が南軍の後を追った。
12月13日、北軍のジェイムズ・M・シャックルフォード准将の部隊は、ホルストン川沿いのビーン駅近くにいた。ロングストリートは一旦戻ってビーン駅を占領することにした。南軍の3部隊と砲兵隊がビーン駅に接近し北軍を捕まえようとした。12月14日午前2時までに、1隊が北軍の哨戒隊と小競り合いを行った。この哨戒隊は出来る限りの抵抗をし、シャッケルフォードに南軍の出現を報せた。シャッケルフォードは部隊を配置して攻撃に備えた。間もなく戦闘が始まり、ほぼ一日中続いた。
南軍の側面攻撃やその他の襲撃が様々な時刻と場所で起こったが、北軍は南から援軍が到着するまで持ち堪えた。夜の訪れまでに北軍はビーン駅を捨て、ビーン峡谷を抜けてブレインの交差点方向に撤退した。ロングストリートは翌朝北軍への再攻撃を始めたが、ブレインの交差点に近付くと北軍が塹壕線を固めており、追い出せそうにないことが分かった。ロングストリート軍は撤退し、間もなく北軍もその地域を離れた。このビーン駅の戦いでノックスビル方面作戦は終わった。ロングストリート軍は間もなくラッセルビルで冬季宿営に入った。

## 背景
1863年の後半数か月で、南北戦争は北軍有利の方向に傾き始めた。南軍はゲティスバーグの戦いに敗北し、ワシントンD.C.に進軍する望みを失っていた。この時期を南軍の分水嶺と呼ぶことが多い。ゲティスバーグの翌日に南軍は、ビックスバーグ包囲戦の結果としてミシシッピ州ビックスバーグ市も失った。イギリスはゲティスバーグでの南軍の敗北を見て、南軍に援助を送るのを止めることにした。

## 前哨戦

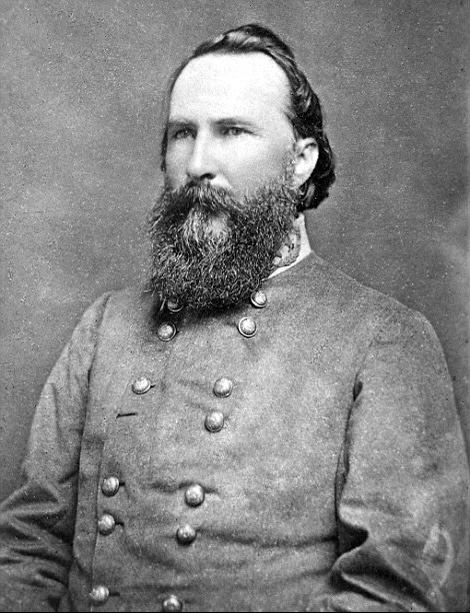
ジェイムズ・ロングストリート、南軍指揮官
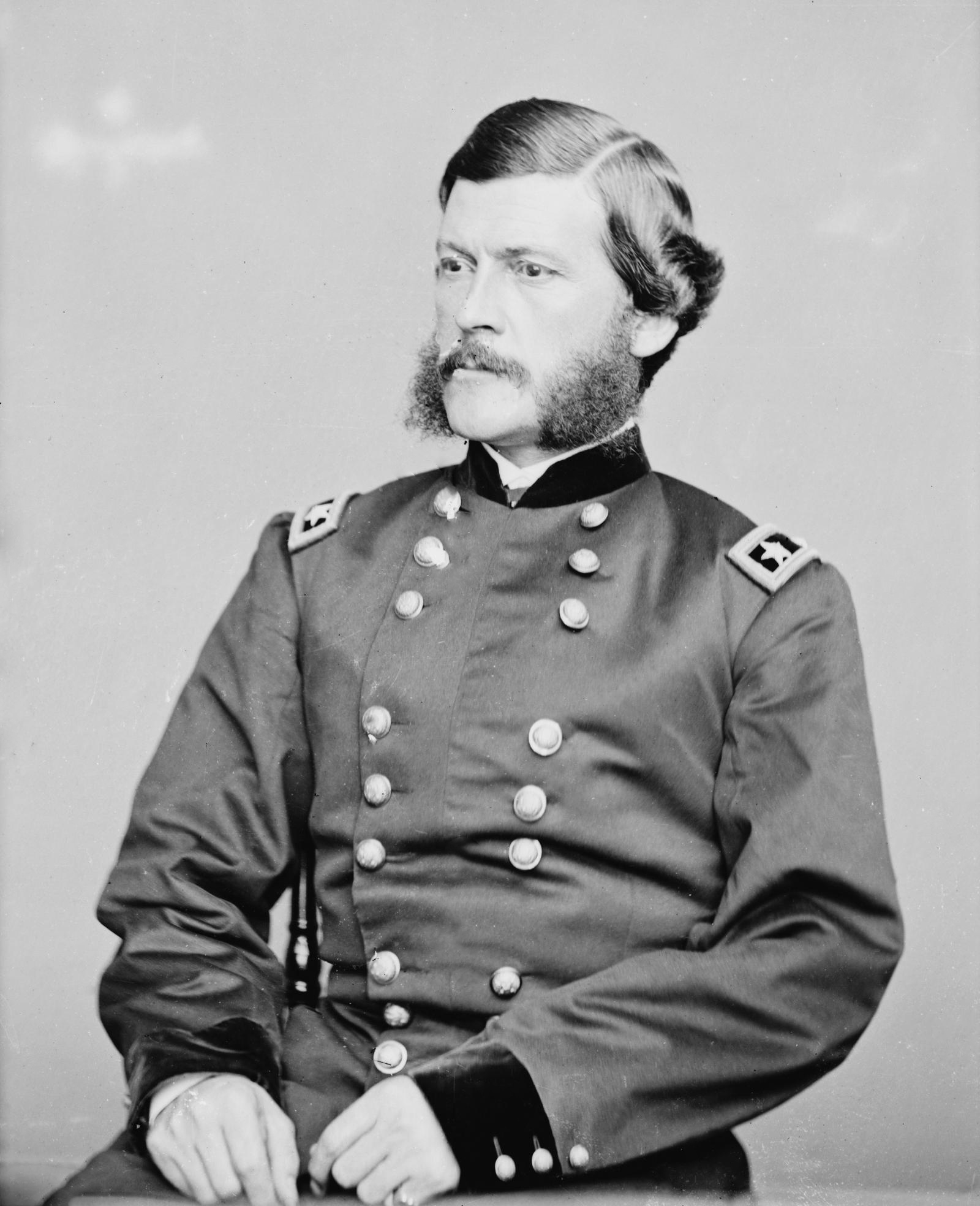
ジョン・G・パーク、北軍指揮官

1863年11月29日、ロングストリートはノックスビルのサンダース砦を攻撃し、大きな損失を出していた。気候も友軍の状況もそれ以上ノックスビルの包囲を続けられないことを示唆していた。
12月4日、ロングストリート軍はノックスビルから撤退し、北東のロジャースビルに向かった。北軍のジョン・G・パーク少将はテネシー州で撤退する南軍を追跡させた。その夜、南軍はロジャービルの西18マイル (29 km) のブレインの交差点に到着した。ノックスビル包囲戦で実質的に耐え抜いた北軍の将軍アンブローズ・バーンサイドは、包囲戦が始まる前に指揮官交代が公式に決まっていたが、その後任であるジョン・G・フォスターはこの包囲戦の間も町の外で立ち往生していた。12月10日に部隊に到着し指揮を執った。
南軍はビーン駅を通過し、ロジャービル近くで宿営した。ロングストリートは、ビーン駅にいた北軍騎兵隊が歩兵部隊よりもかなり先行していることを知り、12月14日に北軍を包囲してみることにした。この場面では数的に優勢であり、急襲することも可能だった。騎兵隊のウィリアム・マーティンにビーン駅の敵軍の背後に回り、退却路を遮断するよう命令した。ロングストリートの包囲を試みる動きは戦術的に正しかったが、その日遅くまで実行できなかった。
ロングストリートの作戦は、ロジャービルの野営地からビーン駅にその歩兵部隊を動かし、マーティンの騎兵4個旅団がホルストン川の南岸に下って、駅のある場所あるいはその下流で川を渡ることとし、一方"グランブル"・ジョーンズの騎兵2個旅団がクリンチ山の北側に行き、ビーン駅の渓谷で北軍の退路を断つことになっていた。

## 戦闘

### 第1日
12月14日朝、ブッシュロッド・ジョンソンの歩兵師団が動き始め、その後をラファイエット・マクローズの師団と、フッド師団の一部が続いた。ヘンリー・ギルトナー大佐の騎兵旅団が、午後2時頃までにビーン駅の手前で北軍哨戒部隊と接触し、戦闘が始まった。北軍はラトリッジ道路の両側に陣を張っていた。北軍の指揮官であるJ・M・シャックルフォードは道路の両側にある小川の背後に砲兵隊を配置させた。南軍は東から前進し、やはり道路の上と下に砲兵隊を陣取らせた。
南軍はジョンソンのテネシー旅団が道路の下に回り、アーチボルド・グレイシー将軍のアラバマ旅団は北側の道路の上におり、クリーク背後の北軍大砲と酒場自体の中にいるライフル銃兵から激しい銃砲撃を受けた。南軍の砲兵隊が前進してホテルに砲弾を注ぎ、ロングストリートがグレイシーの北側に1個旅団を送って、北軍の左翼を回り込ませるようにさせた。北軍の指揮官達がその動きを察知し、ラトリッジへの退却を行いながら戦いを続けることにした。北軍はラトリッジ道路の方向にうまく後退した。ジョーンズとその歩兵部隊が作戦の操作をうまくやり通した。しかし、マーティンは自隊の役目を果たせず、シャックルフォードの騎兵隊は荷車数両以外大した損失も出さずに、ブレインの交差点まで脱出した。
追撃が行われたが、無駄だった。ロングストリートは追撃の継続を主張したが、エバンダー・ローは鈍く、ラファイエット・マクローズは動くのを嫌がったので、空腹になった兵士にパンが配られた—Lee's Lts., III, 299

### 第2日

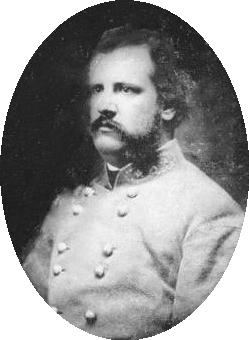
アーチボルド・グレイシー、南軍の旅団長

翌日の戦闘は午後2時ごろに始まった。南軍の騎兵隊がビーン駅の東約3マイル (5 km) で北軍の哨戒部隊と遭遇した。これが直ぐに全面的な戦いに発展し、南軍側はアーチボルド・グレイシー准将の旅団が前面に出た。北軍の騎兵隊がゆっくりと後退を強いられた。1個師団が北軍の左翼に回り込むことができた。暗闇が訪れたときに、南軍がビーン駅を占領していた。

## 戦闘の後
後退する北軍を遮断しようとしたが、パークの歩兵部隊が支援に出てきて、うまく行かなかった。この戦闘の損失は北軍が700名、南軍が900名の戦死および負傷となった。ビーン駅はノックスビル方面作戦の戦闘では最後のものになった。この戦闘に南軍は勝利したことになったが、長続きする効果はほとんどなかった。ロングストリートは孤立した北軍の分遣隊を攻撃するチャンスがあったが、攻勢に出るにはかなりの援軍を必要としたはずだった。冬に入っていたので、東テネシーでの戦闘を中断することにした。翌春、ロングストリートの部隊は北バージニア軍に復帰した。